# 張迪 (元)
趙 迪（ちょう てき、1183年 - 1252年）は、13世紀半ばにモンゴル帝国に仕えた漢人将軍の一人。真定府藁城県の出身。

## 概要
幼い頃に父親を亡くしたが、騎射に優れていたために金朝に仕えて義軍万戸に至った人物であった。誰にも引けなかった強弩を引いてみせたことから名を知られ、真定尉・藁城尉・藁城丞を歴任した。
チンギス・カンによる金朝侵攻が始まるとこれに降り、1222年（壬午）には永安軍同知節度使事とされた。チンギス・カンの西征にも従軍し、他の将軍が掠奪を行う中で趙迪のみは軍律を厳しくしこれを禁じたという。
真定一帯がモンゴル軍によって平定された時、千人余りの捕虜が出たが、趙迪は捕虜達は自分の物であると主張して他の将軍たちに手を出させなかった。他の将軍が去った後、趙迪は捕虜達に自らは捕虜を奴隷とする気はないと告げて解放したため、人々は感涙しつつ去って行ったという。1252年（壬子）に70歳にして亡くなった。息子は7人おり、その内の一人の趙椿齢は真定路転運使となった。